# Loisthodon benhami
Loisthodon benhami är en snäckart som först beskrevs av Suter 1909.  Loisthodon benhami ingår i släktet Loisthodon och familjen Charopidae. Inga underarter finns listade i Catalogue of Life.